# Micriantha
Micriantha är ett släkte av fjärilar. Micriantha ingår i familjen nattflyn.
Kladogram enligt Catalogue of Life:
| Micriantha | \| \| Micriantha decorata \| \| \| \| \| \| Micriantha violacea \| \| \| \| |
|            | \| \| Micriantha decorata \| \| \| \| \| \| Micriantha violacea \| \| \| \| |
|            | Micriantha decorata                                                         |
|            |                                                                             |
|            | Micriantha violacea                                                         |
|            |                                                                             |